# Севастопольська медаль
Севастопольська медаль (Кримська золота медаль) — турецька військова нагорода, яку видавали після захоплення Севастополя 1855 року під час Кримської війни. Нею нагороджували в невеликій кількості османських, французьких, сардинських та британських полководців, які відповідали за падіння Севастополя 1855 року. Відомо про 21 нагородження цією медаллю. 

## Опис медалі
Оскільки ця медаль істотно відрізняється від Кримської медалі, якою нагороджували тисячі разів, нумізматика розглядає її окремо. На відміну від Кримської медалі, Севастопольську карбували золотом. 
Має діаметр 37 мм і зображає на передній стороні знак султана Абдул-Меджида I, оточений гілками лавра, і напис «Севастополь 1271», а на задній стороні — різну зброю, перевернутий на землі російський прапор, підняті османський, англійський та французький прапори і напис «Севастополь 1855». Малюнок зробив Мустафа Ефенді. 